# Tuerie de Courcelles
La tuerie de Courcelles ou tuerie du Rognac est l'exécution sommaire par des rexistes de dix-neuf civils, le 18 août 1944 au matin à Courcelles en Belgique, en représailles de l'assassinat par la Résistance du bourgmestre rexiste du Grand Charleroi, Oswald Englebin.

## Toile de fond
Après l'invasion allemande de la Belgique en 1940, progressivement, les collaborateurs deviennent de plus en plus méprisés par la population et les attentats perpétrés contre eux sont en augmentation constante. C'est à Charleroi et ses environs, où le monde des ouvriers socialistes et communistes constitue un environnement idéal, que les attaques contre les sympathisants de Rex sont les plus intenses. 
Au début, ce sont surtout les biens des rexistes qui sont touchés. Jean Demaret, bourgmestre rexiste de Ransart, est le premier à être assassiné le 2 juillet 1942. Au mois de novembre de la même année sont tués tour à tour un membre de la Garde Wallonne, un responsable important d'un organisme lié au ministère de l'Agriculture et du Ravitaillement et Prosper Teughels, bourgmestre rexiste de Charleroi. 
À la suite de l'assassinat de Teughels, et pour éviter d'assister à la débandade de la collaboration, l'occupant est « contraint d'accentuer la répression ». Pour la première fois l'exécution d'otages est revendiquée comme telle : huit prisonniers sont fusillés à Breendonk.

## Déroulement

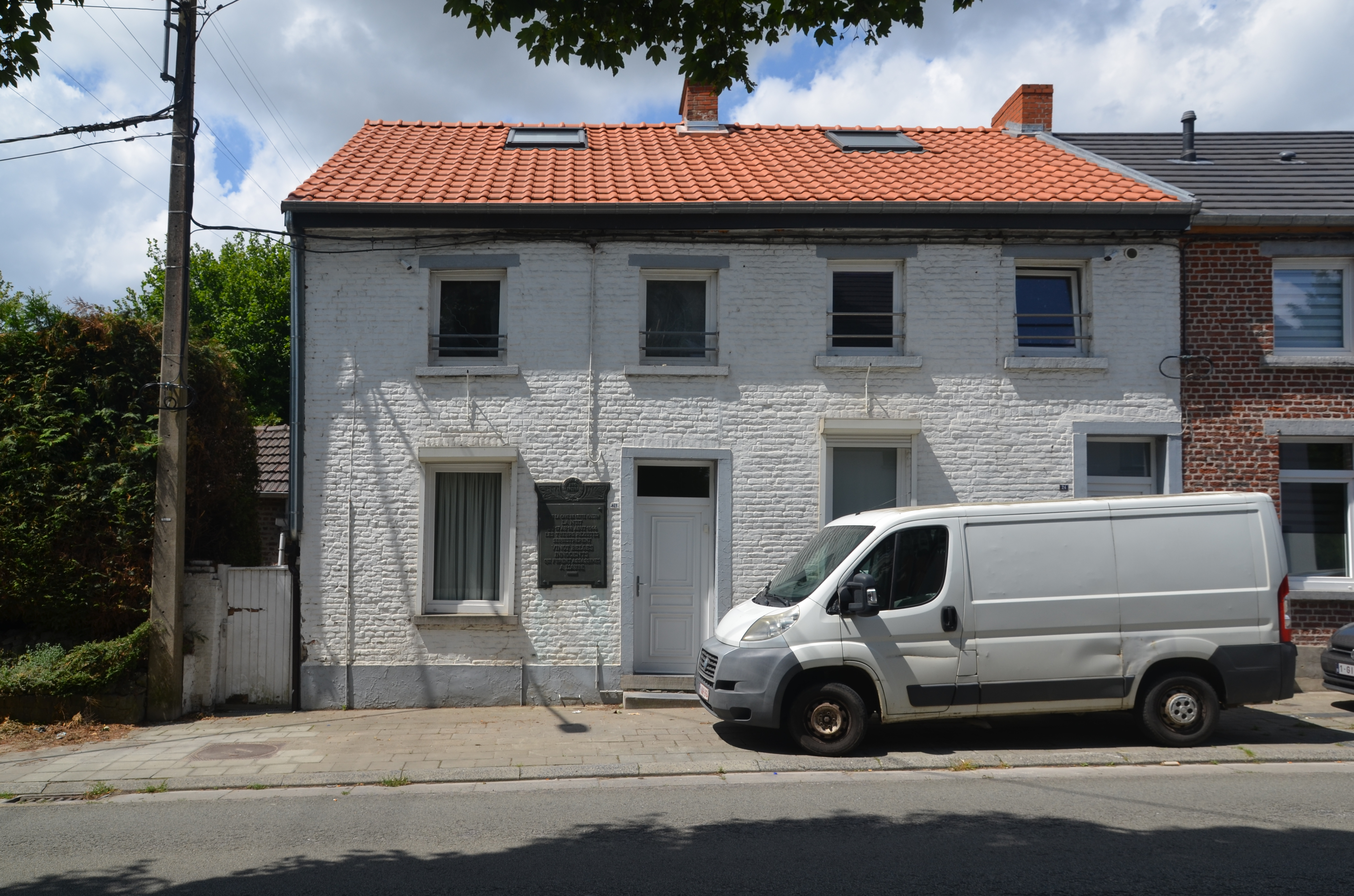
Maison dans la cave de laquelle ont été détenus les otages, tués au matin du 18 août.

Le 17 août 1944, Oswald Englebin, qui a remplacé Prosper Teughels comme bourgmestre, sa femme et son fils sont victimes d'une attaque à la mitraillette à la limite des communes de Courcelles et de Monceau-sur-Sambre au lieu-dit « Bois du Rognac ». L'État-major bruxellois de Rex et les membres de Charleroi décident de venger cette mort.
Dès que la nouvelle de la mort d'Englebin est connue, les rexistes tuent deux hommes, l'un près du lieu de l'attentat, l'autre dans les locaux de la police judiciaire de Charleroi, locaux qui seront incendiés. Trois personnes d'une même famille sont tuées le 17 au soir, trois autres personnes dans la nuit du 17 au 18.
Cette nuit-là, les rexistes de Bruxelles et de Charleroi décident d'arrêter cent dignitaires locaux, hommes et femmes. Le nombre d'otages est ensuite revu à la baisse, mais pendant cette nuit, 21 personnes sont arrêtées et emmenées à Courcelles. Parmi elles, 19 sont abattues à l'aube du 18 août.
Parmi les victimes figurent plusieurs policiers, médecins, architectes, hommes de loi et le curé doyen de Charleroi ; toutes personnes bien connues dans la région. Au total, 27 hommes et femmes sont assassinés le 17 et 18 août 1944.
La tuerie a été orchestrée par les leaders de Rex, y compris son chef Victor Matthys et son successeur Louis Collard, ainsi que son dirigeant régional l'avocat Joseph Pévenasse.

## Condamnation
Sur les 150 participants présumés à la tuerie, 97 sont identifiés, 80 capturés et jugés dont 27 exécutés le 10 novembre 1947 parmi eux, Victor Matthys et Louis Collard considérés comme instigateurs du massacre.

## Mémoire
Plusieurs rues et places publiques de la région ont été renommées pour rappeler cet événement. L'agrandissement de l'église Saint-Christophe de Charleroi a été réalisé en mémoire de la tuerie.

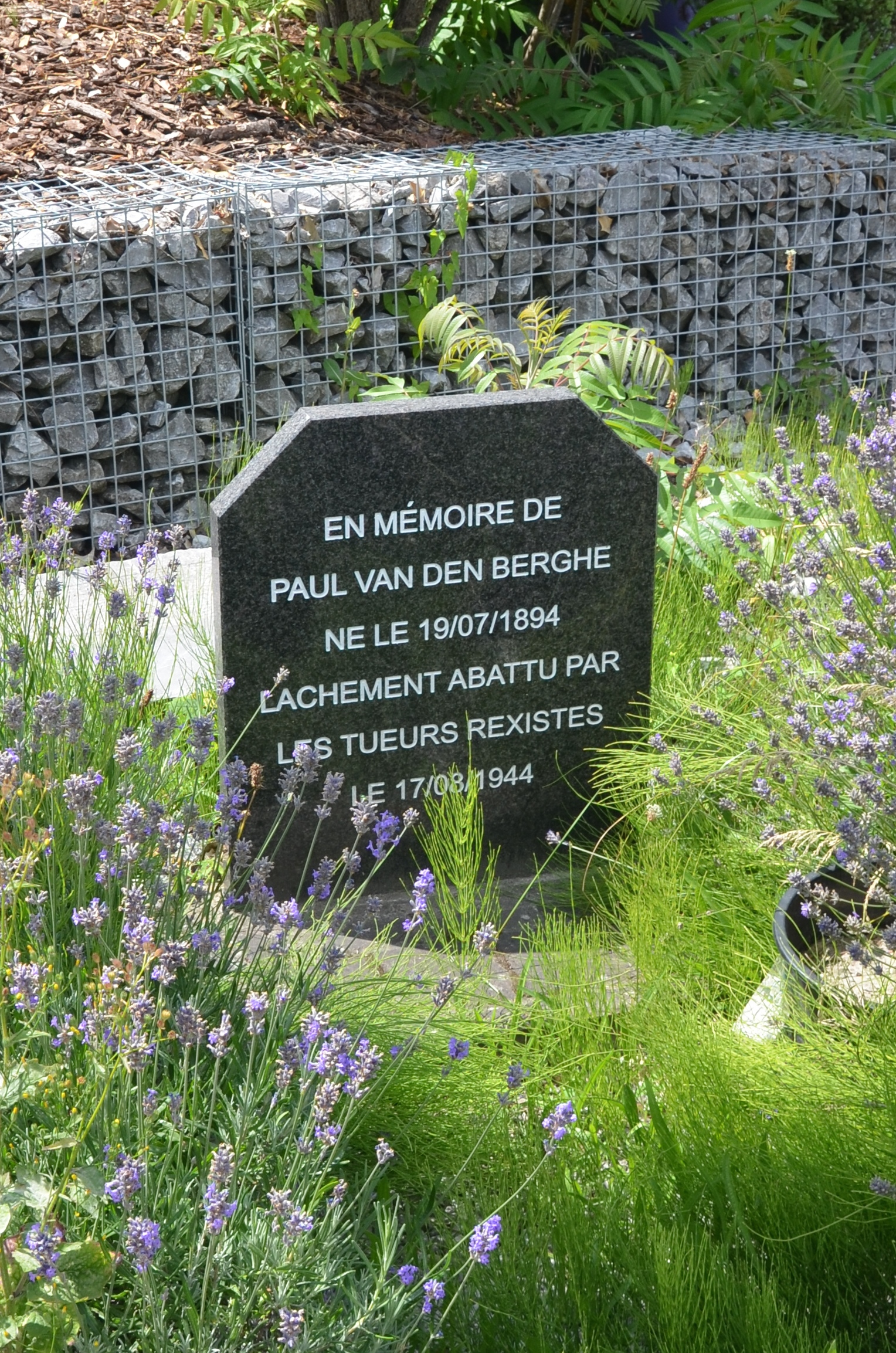
Monument à la mémoire de Paul Van Den Berghe, la première victime du 17 août 1944 (nouvelle plaque).
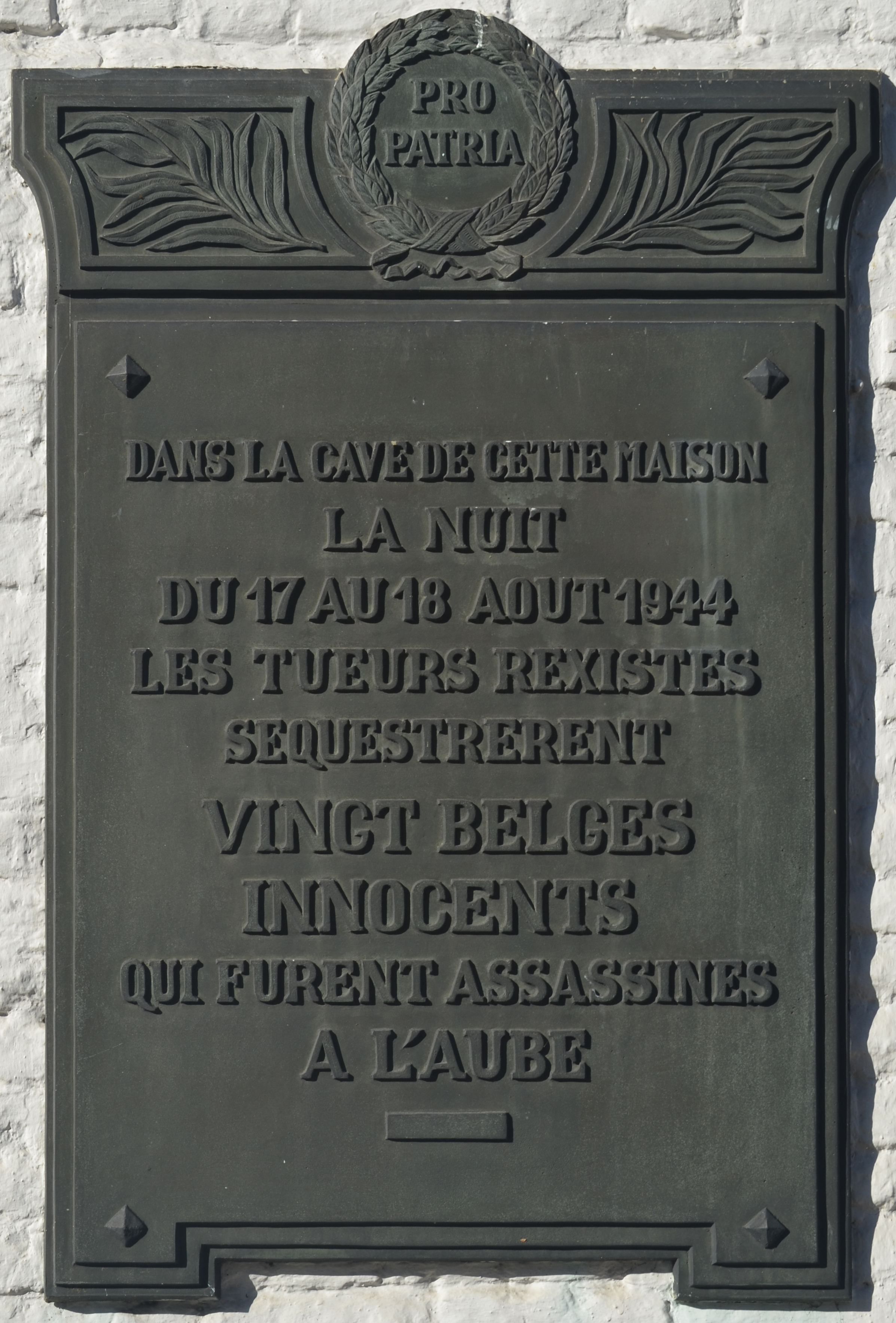
Plaque apposée sur la maison où furent détenues les victimes.
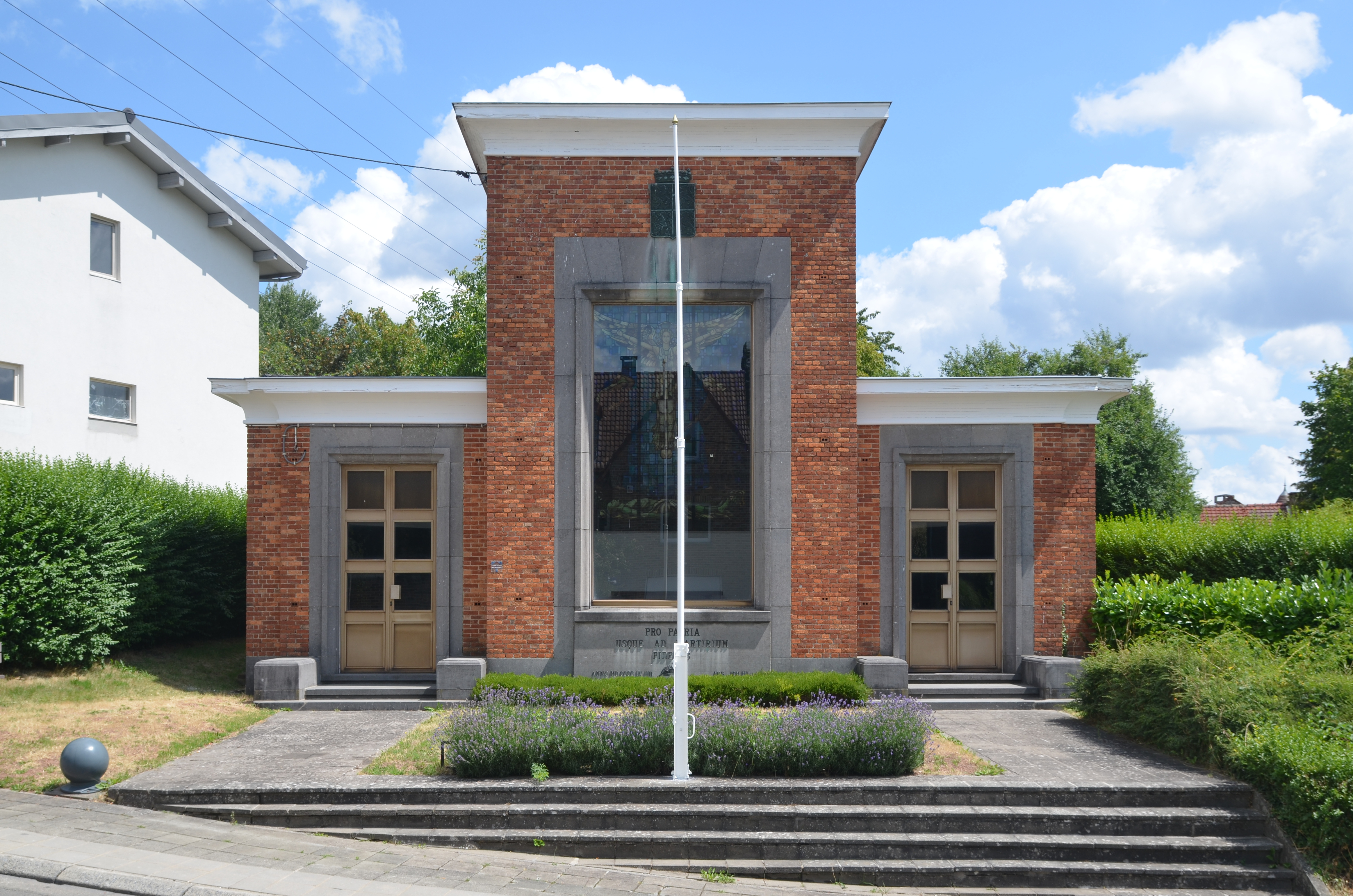
Monument élevé à l'endroit où les corps de la plupart des victimes ont été déposés par les tueurs[9].
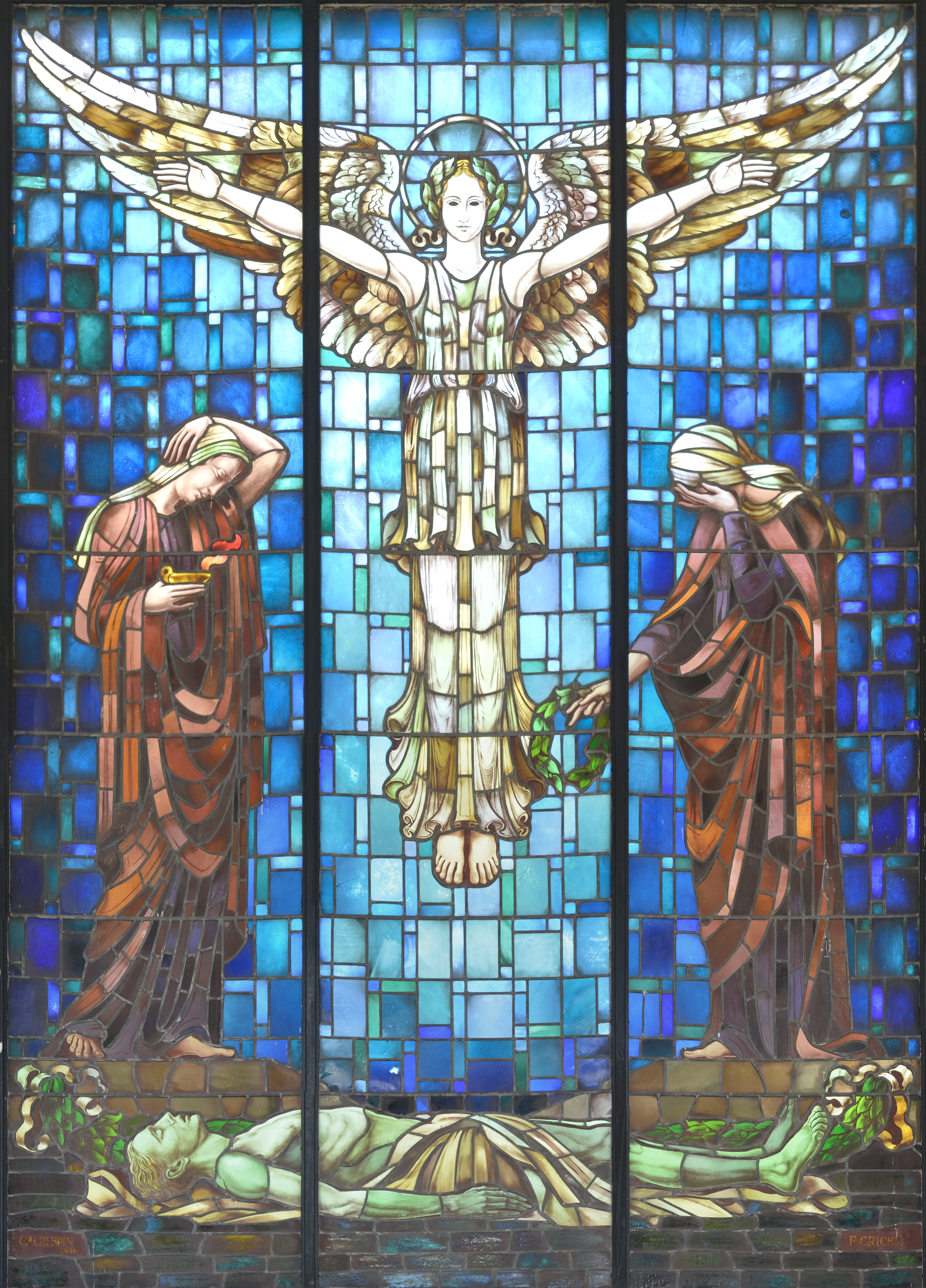
Vitrail à l'intérieur du monument[g].